# Lapeirousia macrospatha
Lapeirousia macrospatha är en irisväxtart som beskrevs av John Gilbert Baker. Lapeirousia macrospatha ingår i släktet Lapeirousia och familjen irisväxter. Inga underarter finns listade i Catalogue of Life.